# Monica Nielsen
Monica Lindgren (Estocolmo, 30 de noviembre de 1937 - 1 de junio de 2025)  más conocida como Monica Nielsen fue una actriz y cantante sueca. Apareció en más de cincuenta películas y programas de televisión desde 1947.

## Biografía
Creció como hija de la pareja de actores Peter Lindgren y Marianne Nielsen junto con su hermano menor Hans en Estocolmo, donde residió toda su vida. Tras graduarse del instituto, completó su formación actoral profesional en una escuela de teatro de Estocolmo hasta mediados de la década de 1950. De 1955 a 2012, participó como actriz en más de 60 producciones de cine y televisión.
Trabajó como guionista para varias series. Actuó en varias obras de teatro, incluyendo West Side Story en el Teatro Real Dramático de Estocolmo. Como cantante y música, Nielsen publicó un total de cuatro álbumes en Suecia entre 1966 y 2009. Se casó dos veces. De su primer matrimonio nacieron dos hijas, entre ellas la actriz Petra Nielsen. 
Murió el 1 de junio de 2025, a la edad de 87 años.

## Filmografía
- Cielo azul (1955)
- La chica bajo la lluvia (1955)
- El salón de baile (1955)
- La canción de la flor escarlata (1956)
- Un huésped en su propia casa (1957)
- Piratas en el Malonen (1959)
- Los gatos (1965)
- La princesa (1966)
- El hombre en el balcón (1993)